# Madonna (EP Secret)
Madonna è il secondo EP del gruppo musicale sudcoreano Secret, pubblicato nel 2010 dall'etichetta discografica TS Entertainment.

## Il disco
Il 5 agosto 2010 fu diffuso un teaser online, in cui il gruppo esegue il pezzo "Empty Space". Il video completo fu pubblicato il 12 agosto insieme all'EP. Il brano "Madonna" fu utilizzato come traccia promozionale nelle loro performance nei programmi M! Countdown, Music Bank, Show! Music Core e Inkigayo.
"Madonna" è stata poi riscritta in giapponese e pubblicata nel singolo omonimo il 3 agosto 2011, in Giappone.

## Tracce
1. Madonna – 3:41 (testo: Kang Jiwon – musica: Kang Jiwon, Kim Kibum)
2. La La La – 3:51 (testo: Marco, Zinger – musica: Marco)
3. Do It Better (잘해 더) (feat. Baek Chan degli 8Eight) – 3:17 (Baek Chan)
4. Hesitant (줄듯말듯) – 3:45 (testo: Mario, Hwang Sung Jin, Zinger – musica: Mario, Hwang Sung Jin)
5. Empty Space (자리비움) – 3:37 (Im Sang Hyuk, Kim Kibum)

## Formazione
- Hyoseong – voce
- Zinger – rapper, voce
- Jieun – voce
- Sunhwa – voce